# Tobias Borg
Tobias Carl Peter Borg (Södertälje, 2 novembre 1993) è un cestista svedese.
È il figlio di Peter Borg.

## Palmarès
- Campionato svedese: 2

Södertälje: 2012-13, 2013-14
- Basketball Champions League: 1

Canarias: 2021-22
- Copa Princesa de Asturias: 1

Betis Siviglia: 2019